# Wapen van Warffum

Het wapen van Warffum

Het wapen van Warffum werd op 12 oktober 1903 per Koninklijk Besluit door de Hoge Raad van Adel aan de Groninger gemeente Warffum toegekend. Vanaf 1990 is het wapen niet langer als gemeentewapen in gebruik omdat de gemeente Warffum opging in de gemeente Hefshuizen, sinds 1992 hernoemd in Eemsmond. In het Wapen van Eemsmond is de Maltezer kruis als verwijzing naar Warffum en Usquert opgenomen.

## Blazoenering
De blazoenering van het wapen luidt als volgt:
In keel een met de kling opwaarts gericht zwaard van zilver met gevest van goud, ter weerszijden begeleid door een Malthezerkruis van zilver. Het schild gedekt door eene vijfbladerige kroon van goud.

## Verklaring
In de vroege Middeleeuwen lag ten zuidoosten van Warffum (vroeger: Werphembuyren) de Johannieter commanderij Warffum. De twee Maltezer kruisen verwijzen naar dit klooster. Het zwaard staat symbool voor rechtspraak omdat in vroeger tijden in Warffum op volksvergaderingen recht werd gesproken. Het schild is gedekt met een markiezenkroon.

## Verwante wapens

Wapen van Eemsmond
Embleem van de Orde met het Maltezer kruis